# Tmesibasis lacerata
Tmesibasis lacerata is een insect uit de familie van de vlinderhaften (Ascalaphidae), die tot de orde netvleugeligen (Neuroptera) behoort. 
Tmesibasis lacerata is voor het eerst wetenschappelijk beschreven door Hagen in 1853.